# Грушевский, Михаил Яковлевич
Михаи́л Я́ковлевич Груше́вский (род. 29 декабря 1964, Москва) — советский и российский актёр, эстрадный пародист, шоумен, юморист, футбольный эксперт.

## Биография
Родился в Москве. По материнской линии его предки родом с Украины: бабушка из Киева, а дед из Одессы.
В 1988 году Михаил Грушевский был «переведён», как записано в его трудовой книжке, из НИИ, где работал после окончания Московского института стали и сплавов (МИСиС), в театр-студию «Гротеск».
В 1989 году состоялся первый телеэфир артиста в общественно-политической программе «Взгляд», куда он был приглашён журналистом Александром Любимовым, с первой в советское время пародией на действующего главу государства. Своим творческим наставником считает Владимира Винокура.
С 1996 принимал участие в съёмках юмористической передачи «Аншлаг», в 2004 ушёл из проекта.
Актёр также участвовал во многих других юмористических и сатирических передачах, в частности в телешоу «Куклы» (НТВ), где в 1994 и 1995 годах озвучивал персонажей — политических деятелей.
В интервью 1999 года Михаил отметил: «Мой опыт в кино ограничивается тем, что в последней комедии Гайдая „На Дерибасовской хорошая погода…“ я озвучивал Куравлева, который играл Горбачева». В дальнейшем артист снялся в роли композитора Никиты Богословского в телесериале «Звезда эпохи» (2005). А в 2015 году в последней режиссёрской картине Станислава Говорухина «Конец прекрасной эпохи» (под эпохой подразумевается десятилетие после смерти Сталина — т. н. хрущёвская оттепель) озвучил голос Н. С. Хрущева.
В 2007 году вёл ток-шоу «Бабий бунт» на телеканале РЕН ТВ.
В 2008 году участвовал в реалити-шоу «Первого канала» «Последний герой».
В 2013—2014 годах участвовал в проекте «Первого канала» «Повтори!».
В 2014 году основал агентство праздников, организовав собственную пышную свадьбу с участием московского бомонда.
В 2016—2017 годах — камео в сериале «Гражданский брак» на телеканале ТНТ.
27 марта 2020 года его юбилейный концерт «Версия 5.5» (2019) вышел на телеканале НТВ. На сцене с юмористом выступали друзья Грушевского: футболисты клуба «ЦСКА», Владислав Третьяк, Михаил Шуфутинский, Дмитрий Дибров, Этери Бериашвили, Дмитрий Назаров, Лев Лещенко, Андрей Норкин, Игорь Бутман, Денис Клявер, Дмитрий Губерниев и другие.
В настоящее время Михаил Грушевский — член совета директоров Российского авторского общества.
Артист участвует в развлекательных и спортивных проектах федеральных телеканалов.
Михаил Грушевский — болельщик московского футбольного клуба ЦСКА. Гость и приглашённый автор множества спортивных телепередач и изданий.

## Личная жизнь
- Первый брак (2001—2012) — с клипмейкером Ириной Мироновой.

Дочь — Дарья Грушевская (род. в 2002).
- Вторая жена — Евгения Гуслярова, художественный переводчик (окончила Литературный институт им. А. М. Горького), маркетолог. Свадьба состоялась 31 января 2015. Тесть — Евгений Николаевич Гусляров, писатель.

Сын — Михаил Грушевский — младший (род. 21 мая 2015).

## Объекты пародий
| - Ян Арлазоров - Леонид Брежнев - Владимир Винокур - Михаил Горбачёв - Дмитрий Дибров - Николай Дроздов - Михаил Евдокимов - Борис Ельцин - Владимир Жириновский - Вячеслав Зайцев - Евгений Киселёв - Александр Лебедь - Владимир Ленин | - Лев Лещенко - Анатолий Лукьянов - Фрунзик Мкртчян - Рафик Нишанов - Николай Озеров - Владимир Путин - Аркадий Райкин - Илья Резник - Иосиф Сталин - Геннадий Хазанов - Руслан Хасбулатов - Ефим Шифрин |

Сам актёр говорил по этому поводу:

«У меня же не только президенты были в „арсенале“, но и Хасбулатов, Жириновский, и ныне ушедший Лебедь, и многие другие. Некоторые даже говорили, что они должны приплачивать мне за раскрутку. Я никогда не отказывался, но денег почему-то так ни от кого и не получил»

.
Сами же объекты пародий к его выступлениям, по словам актёра, относились так:

«С Борисом Николаевичем мы виделись после концерта, ему больше всего понравилась моя пародия на Михаила Сергеевича. Лещенко и Винокур даже выходили ко мне на сцену с букетами, прослушав „Вовчика и Левчика“. А с Горбачёвым я, к сожалению, не пересекался. Мне рассказывали, что один канал зазывал его на передачу, посвящённую Первому съезду народных депутатов, а он ответил: не могу. „Ну как же мы без вас?“ — „А вы пригласите Грушевского“. Если это так, то мне приятно, черт побери!»

### В программе «Повтори!»
- Владимир Жириновский (1-й выпуск);
- Вячеслав Зайцев (2-й выпуск);
- Николай Озеров (3-й выпуск);
- Ян Арлазоров (4-й выпуск; исполнял оригинальный монолог Я. Арлазорова «В самолёте»);
- Аркадий Райкин (5-й выпуск; исполнял оригинальный монолог А. Райкина «Век техники»);
- Владимир Винокур (6-й выпуск; в категории «Телефонный розыгрыш» разыграл его голосом шоумена Александра Гудкова);
- Илья Резник (7-й выпуск);
- Фрунзик Мкртчян (8-й выпуск; пародировался персонаж Ф. Мкртчяна — Рубик Хачикян из фильма «Мимино»)
- Евгений Леонов (категория «Мультфильмы»; пародировался озвученный Е. Леоновым Винни-Пух); Лев Лещенко (финал; исполнялась оригинальная песня Л. Лещенко «Трус не играет в хоккей»).

## Общественная позиция
Михаил Грушевский осудил артистов уехавших из России из-за военного вторжения России на Украину .